# دف (شعر)
«دف» از مشهورترین اشعار رضا براهنی و اولین شعر از مجموعهٔ خطاب به پروانه‌ها است. این شعر در فروردین ۱۳۶۸ سروده و به آیدین آغداشلو تقدیم شده‌است.

## نقد
مهدی عباسی زهان و فرزان سجودی به بررسی گرایش‌های پست‌مدرن در این شعر پرداخته‌اند.

ضیا موحد دربارهٔ این شعر می‌گوید:

درگذشت دکتر رضا براهنی بعضی از مخالفان شعر "دف" را به تجدید نظر واداشت. من از این بعضی‌ها نبودم. از اول این شعر را پسندیدم و از آن دفاع کردم. این به گوش براهنی رسیده بود و شبی در جمعی (گمان می‌کنم در خانه‌ی هوشنگ ماهرویان) که برخی از شاعران و نویسندگان حضور داشتند براهنی با اشاره به من و این شروع که شعر را پسندیده‌ام این شعر را خواند. این شعر به‌خصوص سطرهای آخر آن تجسم زیبای حرکت دف است. شعر که تمام شد حرفی زدم که گمان می‌کردم طنز همدلانه‌ی آن فهمیده می‌شود، اما براهنی را دل آزرده کرد. مضمون حرفم این بود که این شعر را کسی می‌تواند بسراید که زبان مادری‌اش فارسی نباشد. به بیان روشن چکیده‌ی حرف من این بود که : اگر زبان مادری براهنی فارسی بود نمی‌توانست چنین فاصله‌ای از آن بگیرد. زبان مادری به ندرت به این جرأت میدان می‌دهد. این که چرا این نکته را صریحاً بیان نکردم از آن "چرا" هایی است که اغلب کاری که باید کرد نمی‌کنیم و بعد افسوس می‌خوریم.